# 标准银行
標準銀行集團（英語：Standard Bank Group，也稱作）是总部位于南非的一家银行。标准银行股份在約翰尼斯堡交易所和納米比亞交易所掛牌。按市值和盈利計算，标准银行是非洲最大的银行。該集團在20个非洲国家，全球共38个国家设有分行。

## 歷史
标准银行在南非有155年的历史。1862年，南非标准银行在南非注册成立，当时作为英国标准银行南非分支机构来运营。
1969年，南非标准银行集团成立，成立为南非标准银行的控股股东。当年标准银行和渣打银行合并，成立了标准渣打银行。
由於南非的种族隔离政策引来了国际上的经济制裁，1987年渣打银行撤出南非，把持有的39%股份出让，令南非标准银行成为完全的南非银行。
1998年开始，南非标准银行在南非通过新建和收购成立了网络。此后，标准银行通过自身增长和收购成为了非洲最大的银行。通过在阿根廷、尼日利亚、土耳其等国家又进行的收购，标准银行在28个国家有业务，在南非有713家分支机构，在非洲其他18个国家有240家分支机构，在欧美和亚洲的金融中心还设有上百个分支机构。截至2008年6月30日，总资产超過13610亿南非蘭特（大約為1780億美元），雇员超过5万人，总市值1170億南非蘭特（大約為150億美元）。
标准银行凭借强大的分销网络和多元化的业务结构，在南非当地占据着领先地位。2007年6月，标准银行在南非的总资产、总存款和总贷款市场占比分别是25.4%、22.9和%24.3%。其业务多元化，个人和企业银行佔45%，公司和投资银行佔47%，资产管理和人寿管理佔8%。
2007年10月26日，中国工商银行以每股136南非蘭特，斥資366.7億南非蘭特（约54.6億美元，408億元人民幣）（423億港元）現金入股南非标准银行20%股權，成为第一大股东。第二大股東為持股12%的 南非公共投资公司（PublicInvestmentCorp.）；第三大股東為持股4%的 Old Mutual Group。
2011年8月5日中国工商银行斥資6億美元，相當於46.8億港元向南非標準銀行集團購入55%以及向阿根廷兩大家族Werthein和Sielecki購入25% 合共購入阿根廷標準銀行80%股權。阿根廷標準銀行於當地擁有103家分行，擁有全銀行牌照， 完成交易後南非標準銀行仍持股20%
2014年1月29日中国工商银行斥資7.7億美元，相當於60億港元向南非標準銀行集團購入英國子公司標準銀行公眾有限公司六成股權。

## 主要子公司

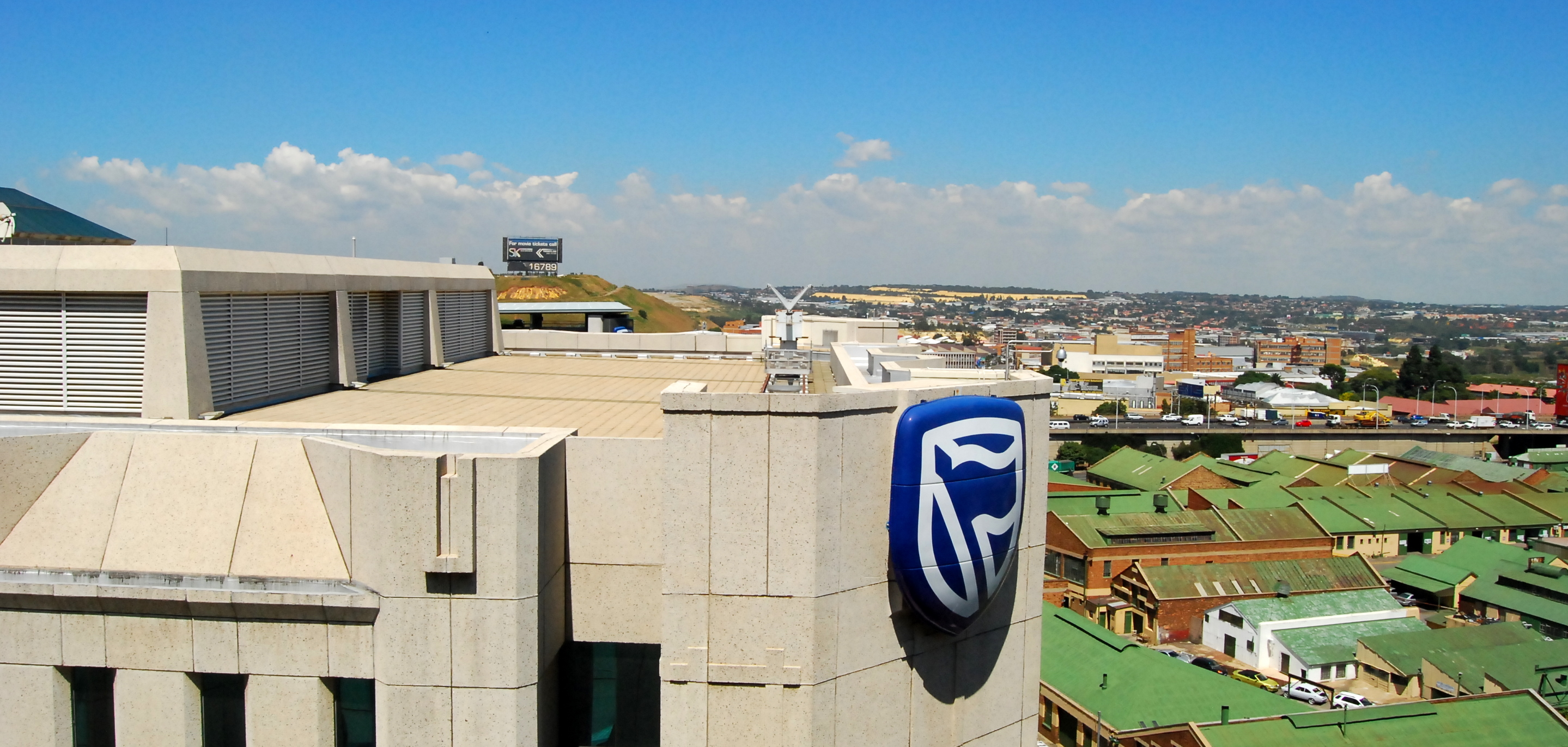
约翰内斯堡标准银行总部大楼上的标志

- 南非標準銀行（The Standard Bank of South Africa）
- Standard Bank - Africa and Stanbic Africa Holdings
- Standard International Holdings
- Standard Bank Offshore Group
- Stanlib
- Liberty Holdings
- Liberty Group